# Підгородня
Підміська (Підгоро́дня) — пасажирська зупинна залізнична платформа Дніпровської дирекції Придніпровської залізниці на електрифікованій лінії Самар-Дніпровський — Нижньодніпровськ-Вузол між станціями Самарівка (3 км) та Самар-Дніпровський (12 км). Розташована на сході міста Підгороднє Дніпровського району Дніпропетровської області.

## Пасажирське сполучення
На платформі зупиняються приміські поїзди сполученням Дніпро — Берестин (2 пари) та Верхівцеве — Краматорськ (1 пара).